# هولدآپس

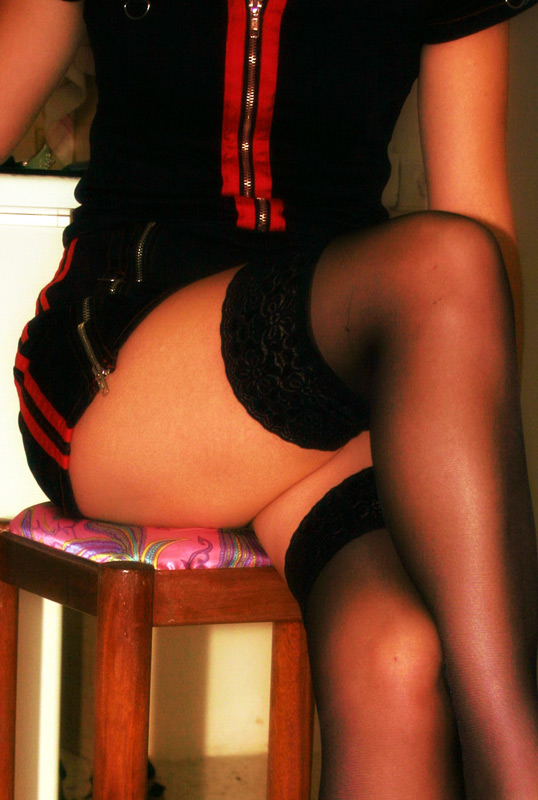
یک جوراب ساق‌بلند هولدآپس دارای بخش ژله‌ای

هولدآپس (در ایالات متحده به آن جوراب‌های بالای زانو نیز گفته می‌شود) جوراب ساق‌بلندی است که در بخش بالایی آن یک نوار چسبان یا ژله‌ای دارد که برای نگه داشتن جوراب روی پا طراحی شده‌است. این ویژگی جوراب را برای روی پا ماندن از هرگونه کمربند یا نگهدارنده جوراب بی‌نیاز می‌کند. ویژگی چسبانی بخش ژله‌ای جوراب کمک می‌کند میان جوراب و پوست کشش بیشتری ایجاد شود و جوراب روی پا سر نخورد.

## پیشینه
با اختراع نایلون، جوراب‌های ساق‌بلند در مد زنانه جایگاه اصلی را به خود اختصاص دادند. در حالی که مصرف‌کنندگان رده بالا هرگز شیفتگی خود را نسبت به جوراب‌های ابریشمی از دست ندادند. این باعث دگرگونی‌هایی در استاکینگ‌ها و پدیداری گونه‌ای جدید از هولدآپ‌ها شد.